# 窄路微塵
《窄路微塵》（英語：The Narrow Road）是2022年香港劇情片，由新晉導演林森執導；他於2017年參加「mm2新晉導演計劃」贏得大獎，繼而獲得電影公司長片合約，是其個人首套電影長片，並由張繼聰、袁澧林、董安娜、區嘉雯、朱栢康及朱栢謙主演。
電影以受疫情影響的香港為背景，講述人活在陰影與光之間的故事。本片贏得第59屆金馬獎和第41届香港电影金像奖最佳原創電影音樂獎。

## 劇情
一位經營小型清潔公司的中年男子，遇見了獨自撫養女兒的年輕媽媽，兩個社會基層人物交織出一段平凡動人的生命篇章。

## 角色
| 演員   | 角色   | 簡介                      |
| 張繼聰 | 陳漢發 | 窄哥 清潔公司老闆         |
| 袁澧林 | Candy  | 單親媽媽 清潔公司員工     |
| 董安娜 | 細朱   | Candy女兒                 |
| 區嘉雯 | 黃英   | 陳漢發母親                |
| 朱栢康 | 阿黑   | 車房維修師傅 陳漢發之好友 |
| 朱栢謙 |        | 車房維修師傅 陳漢發之好友 |

## 製作
- 此片於2021年8月新型肺炎疫情期間舉行開鏡儀式[3]，並在同年9月煞科。[4]

- 此電影在找場景是一大難題，最後得到石硤尾邨的屋主借出單位，作為窄哥和母親的居所。而其他拍攝地點包括土瓜灣的舊區面貌和赤柱廣場。[5]

## 獲獎與提名
| 年份   | 頒獎典禮                       | 獎項               | 入圍者／作品 | 結果 |
| ------ | ------------------------------ | ------------------ | ------------ | ---- |
| 2022年 | 第59屆金馬獎                   | 最佳男主角         | 張繼聰       | 提名 |
| 2022年 | 第59屆金馬獎                   | 最佳女主角         | 袁澧林       | 提名 |
| 2022年 | 第59屆金馬獎                   | 最佳原創電影音樂   | 黃衍仁       | 獲獎 |
| 2023年 | 第29屆香港電影評論學會大獎     |                    |              |      |
| 2023年 | 第29屆香港電影評論學會大獎     | 最佳電影           | 《窄路微塵》 | 提名 |
| 2023年 | 第29屆香港電影評論學會大獎     | 最佳導演           | 林森         | 獲獎 |
| 2023年 | 第29屆香港電影評論學會大獎     | 最佳編劇           | 鍾柱鋒       | 提名 |
| 2023年 | 第29屆香港電影評論學會大獎     | 最佳男演員         | 張繼聰       | 獲獎 |
| 2023年 | 第29屆香港電影評論學會大獎     | 最佳女演員         | 袁澧林       | 提名 |
| 2023年 | 第29屆香港電影評論學會大獎     | 推薦電影           | 《窄路微塵》 | 獲獎 |
| 2023年 | 2022年度香港電影編劇家協會大獎 | 年度最佳電影角色獎 | 張繼聰       | 提名 |
| 2023年 | 第41屆香港電影金像獎           | 最佳電影           | 《窄路微塵》 | 提名 |
| 2023年 | 第41屆香港電影金像獎           | 最佳導演           | 林森         | 提名 |
| 2023年 | 第41屆香港電影金像獎           | 最佳編劇           | 鍾柱鋒       | 提名 |
| 2023年 | 第41屆香港電影金像獎           | 最佳男主角         | 張繼聰       | 提名 |
| 2023年 | 第41屆香港電影金像獎           | 最佳女主角         | 袁澧林       | 提名 |
| 2023年 | 第41屆香港電影金像獎           | 最佳女配角         | 區嘉雯       | 提名 |
| 2023年 | 第41屆香港電影金像獎           | 最佳攝影           | 流星         | 提名 |
| 2023年 | 第41屆香港電影金像獎           | 最佳服裝造型設計   | 何沛芝       | 提名 |
| 2023年 | 第41屆香港電影金像獎           | 最佳原創電影音樂   | 黃衍仁       | 獲獎 |
| 2023年 | 第41屆香港電影金像獎           | 新晉導演           | 林森         | 提名 |
| 2024年 | 第8届迷影精神赏                | 2022年年度推荐影片 | 《窄路微塵》 | 獲獎 |

## 外部連結
- 窄路微塵的Facebook專頁
- 窄路微塵的Instagram帳戶
- 香港影庫上《窄路微塵》的資料（繁體中文）
- 豆瓣电影上《窄路微塵》的資料 （简体中文）
- 互联网电影数据库（IMDb）上《窄路微塵》的资料（英文）